# William Rayner
William Rayner, född den 7 november 1929 i Winnipeg, är en kanadensisk författare och journalist.